# Edublog
Um edublog, blog educativo ou blog educacional é um blog sobre assuntos  gerais ou assuntos específicos relacionados à educação. Edublogs são desenvolvidos para apoio ao estudante e professor no processo de aprendizagem, facilitando a reflexão, questionando por si e dos outros, a colaboração  e por proporcionar contextos para engajar-se no pensamento lógico. Edublogs proliferaram porque a arquitetura dos blogs se tornou mais simplificada, permitindo que professores percebessem o potencial educacional dos blogs como um recurso online complementar às suas aulas presenciais.
O uso de blogs tornou-se popular nas instituições de ensino, como escolas públicas, faculdades e universidades. Os blogs podem ser ferramentas úteis para compartilhar informações e dicas entre colegas de trabalho, fornecendo informações para os alunos, ou manter em contato com os pais. Exemplos comuns incluem blogs escritos por alunos e/ou professores, blogs mantidos com a finalidade de aprimorar os conteúdos em sala de aula, ou blogs escritos sobre a política educacional da instituição de ensino.

## Tipos

### Blog Acadêmico
É chamado Blog acadêmico o edublog voltado ao ensino e instrução, que oferece cursos, treinamentos,  orientações ou tutoriais direcionados a um grupo específico como estudantes, educadores ou pais, ou direcionado àa qualquer leitor interessado em aprender. Pode ser direcionado ao ensino de uma disciplina ou habilidade específica ou apresentar conteúdo variado.

### Blog na educação
No âmbito da educação, as ferramentas tecnológicas, nomeadamente os blogs, podem gerar oportunidades para mudança nas relações de ensino e aprendizagem, tornando-as mais personalizadas, sociais e flexíveis. Inserem-se, neste contexto, os blogs, como sendo importantes ferramentas comunicacionais e de interacção, potencializadores de um ambiente excepcional de aprendizagem colaborativa.
A aprendizagem colaborativa pressupõe interacção, onde o educador ao mesmo tempo que ensina aprende, questiona sobre a sua prática. Da mesma forma o educando ao mesmo tempo que aprende, procura respostas às suas dúvidas e incertezas e portanto ensina.  Esta forma livre de ensinar e aprender promove o trabalho colectivo, onde professores e alunos são parceiros de aprendizagem. Uma parceria num processo em que todos ensinam e aprendem.
A evolução dos blogs tem criado novas oportunidades criatividades e novas potencialidades em termos comunicacionais e em termos pedagógicos. A exploração do blog na educação pode ocorrer em duas vertentes distintas: a exploração do blog enquanto recurso e a sua exploração enquanto estratégia pedagógica.

### Blog  como recurso pedagógico
Enquanto recurso didático, o blog pode apresentar duas abordagens. Numa primeira abordagem pode-se assistir à sua utilização, alheio à escola e muitas vezes, à margem do âmbito escolar. O professor recorre-se de um ou mais blogs criados em outros contextos por profissionais credíveis, contendo informações pertinentes sobre a disciplina que lecciona e apresenta-o como uma fonte para consulta dos alunos. É imprescindível que os professores, antes de indicarem blogs não institucionais aos alunos, façam uma análise cuidadosa do seu conteúdo. Uma outra abordagem consiste na criação do blog pelo próprio professor ou então por um grupo de professores onde expõem as informações, os materiais de trabalho, o programa e as bibliografias das disciplinas que leccionam. Nestes casos, são os próprios professores que dinamizem o espaço e os alunos assumem uma posição relativamente passiva, cingindo-se apenas à leitura das informações dos posts. Podem, casualmente fazer comentários de algumas mensagens ali postadas.

### Blog  como estratégia pedagógica
Enquanto estratégia de exploração pedagógica, o blog deverá estar a cargo dos alunos. A vida do blog gira à volta dos mesmos, que o alimentam com informações, ilustrações e comentários. São eles próprios autores e coautores do espaço, o objectivo principal não é a criação de condições de acesso à informação postada pelos professores mas sim que os próprios alunos explorem todas as suas potencialidades através do blog, desenvolvendo actividades que os possibilita programar os objectivos e construir as competências que pretendem fomentar e fortalecer. Ao professor cabe o papel de orientador. Explorados desta forma, os blogs transformam-se em verdadeiras estratégias de ensino e aprendizagem, espaços para despertar nos alunos o espirito de pesquisa, de reflexão e de autonomia.

### Benefícios para os alunos
Dentre os benefícios que podem ser citados para os alunos podemos considerar que quando bem planejados os blogs na educação podem:
- Ser um incentivo à leitura, escrita e reflexão crítica;
- Oferecer possibilidades de interação com outras pessoas;
- Ampliar aprendizagem curricular e tecnológica;
- Favorecer a aprendizagem participativa e colaborativa;
- Ser espaço para expressão de criatividade;
- Auxiliar na habilidade de gerenciamento de informação;
- Oferecer melhor noção de direitos autorais.